# Burius János (lelkész, 1636–1689)
Burius János (Liptószentandrás, 1636. január 18. – Korpona, 1689. október 7.) evangélikus lelkész.

## Élete
Liptószentandrási, liptó megyei származású, ahol atyja Burius János is lelkész volt. Liptószentandráson kezdte tanulmányait, majd Pozsonyban végzett. 1657-ben Jénában tanult, ahonnan visszatérve Úrvölgyén volt tanító. 1666-ban Korponára hívták meg német lelkésznek. Ő is száműzött protestáns lelkész volt, amíg 1686-ban vissza nem tért Korponára és két év múlva itt érte a halál.

## Munkái
- Dissertatio de perioecis. Wittebergae, 1659.
- Motiven oder Ursachen den exulantem evang. Predigern Gutes zu thun. Hely n., 1680
- Burii Micae historico-chronologicae evang.-pannonicae ab anno 1673 ad 1688. Kiadta: Lichner Pál Pozsony, 1864. (A pozsonyi evangélikus lyceum eredeti kéziratából. Ism. M. Sajtó 68. sz.)
- Animadversiones… in narrationem historicam… captivitatis papisticae… necnon ex eadem liberationis miraculosae M. Georgii Lani (→Sextius Jánossal együtt). (Lipcse, 1676.)
- Üdvözlő verseket írt Günther Andráshoz (1658.), Murgasch Jánoshoz (1676.), Trusius Jóbhoz (1676. és 1683.), Zabler Jakabhoz (1677.), Michaelis Pálhoz (szlovákul 1678.) és Czember Györgyhöz (1682.).